# ميغ ماك
ميغ ماك (بالإنجليزية: Meg Mac)‏ هي مغنية مؤلفة وموسيقية أسترالية، ولدت في 6 يوليو 1990.

## وصلات خارجية
- الموقع الرسمي
- ميغ ماك على موقع ميوزك برينز (الإنجليزية)
- ميغ ماك على موقع أول ميوزيك (الإنجليزية)
- ميغ ماك على موقع ديسكوغز (الإنجليزية)